# Caius Rabirius Postumus
Caius Rabirius Postumus est un chevalier romain du Ier siècle av. J.-C.